# Галактичний диск

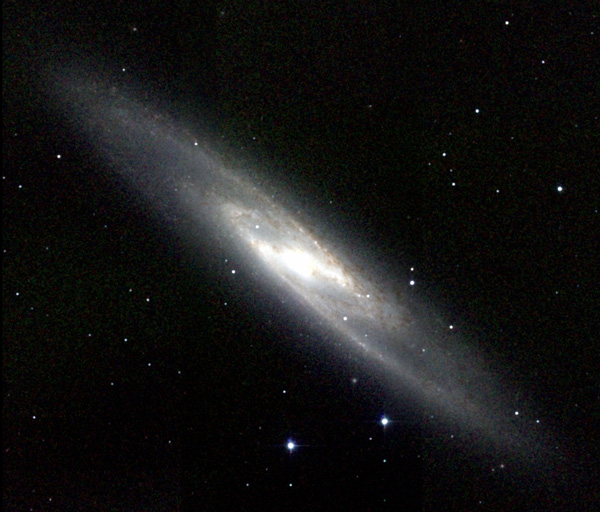
Галактика Скульптор (NGC 253) — типова галактика з диском.

Галактичний диск — пласка (відносно до розмірів галактики) зоряно-газопилова структура в складі спіральних та лінзоподібних галактик. В диску зосереджений майже весь міжзоряний газ та молоді зірки, в той час як в центрі галактики та галактичному гало міжзоряного газу майже немає і переважають старі зірки.
На площині диску розрізняють перемички, спіралі та рукави, окремі структури, де концентрація молодих зірок і міжзоряного газу особливо висока. Газові та пилові компоненти галактичних дисків називають газовими дисками, зоряні компоненти, відповідно, зоряними дисками.
Диск обертається навколо центру галактики набагато швидше, ніж гало, причому швидкість неоднакова на різних відстанях від центру через нерівномірність розподілення мас. Було помічено, що орбітальні швидкості зірок більшості спіральних галактик не відповідають кількості наявної речовини в них, одним із пояснень цьому може слугувати наявність темної матерії.

## Галактичний диск Чумацького Шляху
Швидкість різних частин диску Чумацького Шляху зростає від майже нуля в центрі до 200–240 км/с на відстані в 2,000 світлових років від нього, потім трохи зменшується і знову зростає приблизно до попереднього значення, після чого залишається майже незмінною. Вивчення таких особливостей обертання диску Галактики дозволило оцінити його масу в 150 млрд. сонячних мас.
Зоряне населення диску значно відрізняється від населення гало, так, поблизу площини диску зосереджені молоді зірки та зоряні скупчення, вік яких не більше декількох мільярдів років. Міжзоряний газ концентрується в чисенних хмарах, розмірами від декількох до декількох тисяч світлових років.